# 海伦·谢尔夫贝克
海伦·谢尔夫贝克（瑞典語：Helene Schjerfbeck，國際音標：[helɛ:n ʃærvbek]，1862年7月10日—1946年1月23日）是芬兰画家。她是芬兰最受推崇的现代主义美术画家之一。近年来她的作品受到越来越多的关注。
谢尔夫贝克的丰富的作品创作始于具有法国影响的现实主义和外光主义。渐渐地她的画风朝着刻画内心世界具有简化风格的人物画像和静物。在她的画家生涯初期，她创作了一些有关历史题材的油画。正如实验性、现代派的影响和法国激进的自然主义一样，历史题材的油画在当时被认为是男性画家的领域，因此她的画作在1880年代并没有看好。
具有知识分子特性的谢尔夫贝克对费奥多尔·陀思妥耶夫斯基、马塞尔·普鲁斯特、阿蒂尔·兰波等作家的文学作品非常感兴趣。所有他们的作品都描述人物的潜意识和非理性的部分。
很多艺术家和研究者对谢尔夫贝克产生了兴趣，并对她的的作品和生涯做出了不同的诠释。为纪念谢尔夫贝克诞生150周年芬兰特别发行了两欧元的纪念币。2012年在坦米萨里博物馆中心EKTA开放了展示谢尔夫贝克生涯和艺术的永久性展览。

## 求学和生平

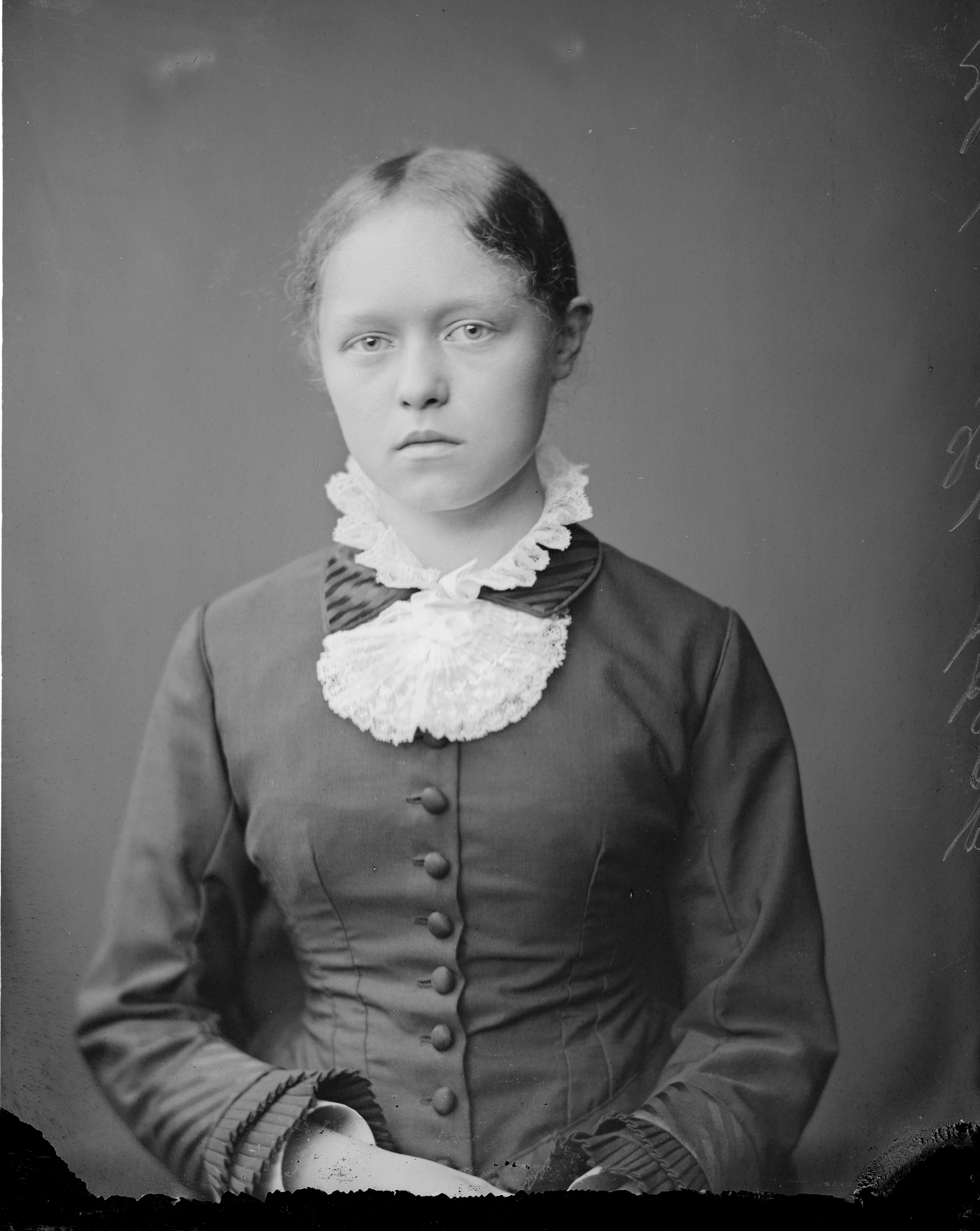
1880年时的谢尔夫贝克

谢尔夫贝克在11岁的时候开始在芬兰美术学院前身芬兰艺术协会绘画学校学习绘画。并在1880年代取得国家奖学金前往法国、意大利和英国学习。
1880年她前往巴黎学习绘画，后来又去过默东和布列塔尼画画。她于1882年返回芬兰。在1884-1885年间她再次前往法国，其时她经常参与巴黎沙龙的画展，并又一次到布列塔尼去画画。在旅途期间她结识了一位英国画家并与他订了婚。那位画家的身份现在不得而知。由于谢尔夫贝克的臀部有毛病，未婚夫家人怀疑她是否有肺结核，由此他们的订婚在1885年取消了。而臀部毛病的真实情况是由于小时候摔跤所引起的。谢尔夫贝克从此终身未婚。
在多产的1880年代后她在1890年代画得更少了，原因是她在艺术协会绘画学校里执教，况且她的健康状况也不如以前了。在多次病假之后她辞去教师的职务。在医生的建议下她跟她母亲一起搬到以疗养地而著称的许温凯市镇。1923年她母亲去世，两年后她为了能安静的画画而搬到坦米萨里去住了。在这期间她的声誉鹊起。在1930和1940年代她的画作经常在瑞典的各种画展中成功地展出。她生命的最后几年是在瑞典萨尔特舍巴登的一家温泉旅店里度过的，并于1946年在那里去世。

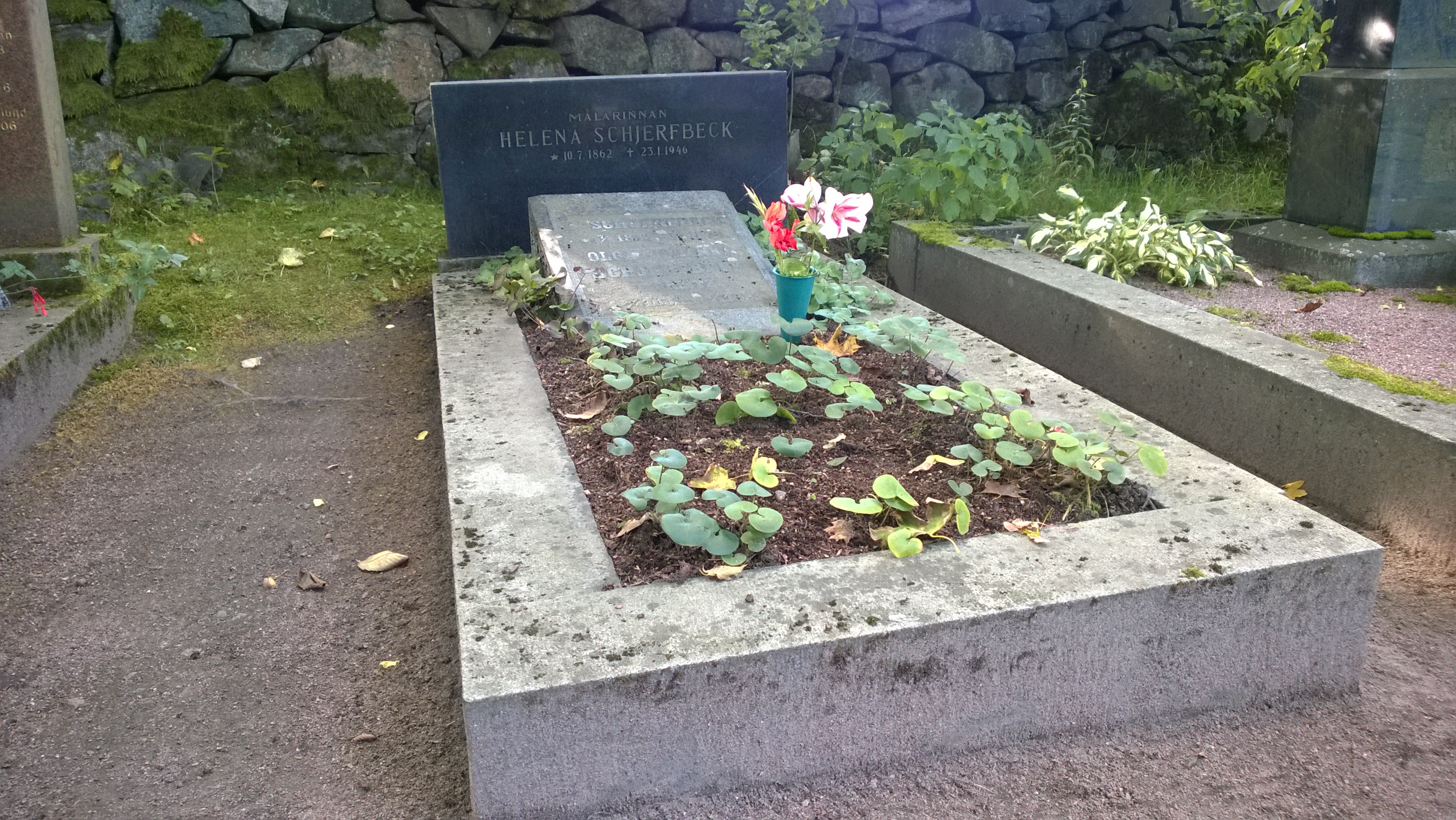
谢尔夫贝克的墓地

现在对谢尔夫贝克的画作和画家身份的诠释主要是根据早期有关她的传记中的描述，特别是埃伊纳尔·雷乌泰尔所写的传记。传记中提到谢尔夫贝克是一个脆弱和饱受痛苦的人物，由此在很多她的画作中能得到体念。然而她的作品中也有强烈的一面，且在很多方面是和同时期的艺术发展方向紧密联系在一起的。
谢尔夫贝克葬于赫尔辛基的希耶塔涅米墓园里，墓地的位置是V7-3-6。她的哥哥是建筑设计家芒努斯·谢尔夫贝克。

## 作品
谢尔夫贝克的艺术生涯长达70年。从起初略为委婉的现实主义她转向自然主义、略微的表现主义、及印象派风格。在创作后期她的画作呈现简约风格，例如在1878至1945年间的自画像系列。
除了同时期被捧为高雅艺术的大型历史题材的画卷之外，谢尔夫贝克也画一些备受法国风格影响而不被重视的题材和局部画像。她在布列塔尼画的具有自然主义风格的《喂小妹妹的男孩》（芬蘭語：Pikkusiskoaan ruokkiva poikaa，1881）被归类为芬兰现代主义的开端。画中的小孩在同时代人看来有点丑陋及画笔太粗。同样在同时代欧洲画家圈看来她在布列塔尼创作的画有点特别，那些画比通常更为简约，例如《大门》（芬蘭語：Ovi，1884）和《围墙上的阴影》（芬蘭語：Varjo muurilla，1883），后者跟保罗·塞尚简约风格的艺术有点相似。

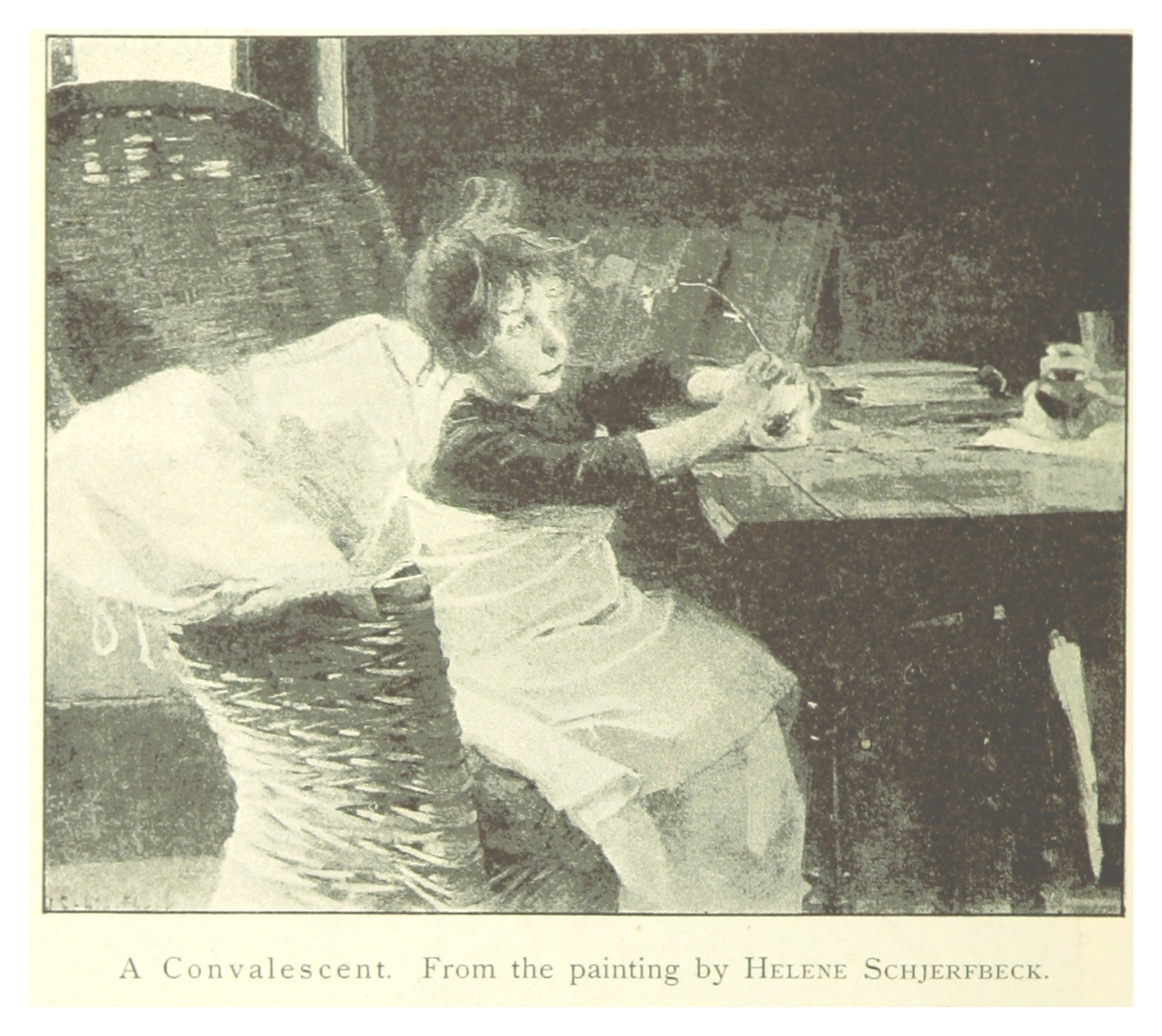
《康复者》（色彩与原图并非一致），油画，1894年

简约风格的绘画方式在1880年代还未被世人所接受。谢尔夫贝克虽然对这种方式得心应手，但在一段时间内她还是放弃使用它。1880年代的后期她在康沃尔郡的圣艾夫斯作画。在那里所画的不是太简约的画作《康复者》（芬蘭語：Toipilas）和《面包房》（芬蘭語：Leipomo，1887）是自然主义的明亮画作。同期她吸取了北欧象征主义所特有的昏暗光线和低调的色彩使用。
她的画作在1890年代出现了新的特色，线条变得更为敏感，颜色变得更加简约。绘画的主题转向亲密和对内心世界的描述。总体来言，谢尔夫贝克开始转向在1900年代逐渐形成的现代主义风格。
在1880年代后她很少旅行，但在1894年谢尔夫贝克为艺术协会准备组建的艺术复制品博物馆而前往维也纳和佛罗伦萨去临摹复制一些著名的画作。由于象征主义的兴起，意大利在当时成为芬兰艺术家们最受欢迎的目的地。她在这期间的大型画作包括鲁奥钦皮赫泰教堂里的祭壇畫（1898）和描述女人三个不同年龄段的《教会群众》（芬蘭語：Kirkkoväkeä，1895-1900）。
当她搬到许温凯住后她没有出过国，在1902至1917年间连赫尔辛基她都没去过。她跟赫莱娜·韦斯特尔马尔克、玛丽亚·维克、阿达·蒂伦（Ada Thilén）等同学保持通信联系。她通过报刊和书籍来跟踪艺术的发展，有时也参加一些联合展览。由于她母亲不想请佣人，家务活限制了她用来作画的时间。
1913年秋季开始谢尔夫贝克的画作开始不断展示。约斯塔·斯滕曼（Gösta Stenman）也在1917年为她举办了第一场个人画展，当中有159幅画作展出。从1915年起埃伊纳尔·雷乌泰尔也开始对她的生活产生影响。在这些时期谢尔夫贝克也开始更多地接触到现代艺术。在赫尔辛基她看到过塞尚、保罗·高更、亨利·马蒂斯、奥顿·弗里斯等的作品。透过书籍和报纸她也开始对梵高、奥诺雷·杜米埃和康斯坦丁·居伊感兴趣。
在1900年代谢尔夫贝克转向统一集中的表现手法。在20世纪初期她创作了一些基于灰色和色彩不多的朴素的画作。看上去她有意识地朝向日本风格的美学方向发展。在她的自画像系列和在斯滕曼的建议下对名画做新的诠释的画作里能清楚地看到简约风格。
斯滕曼也把她的画作带到瑞典去展出，在那儿她的画作比在芬兰更受欢迎。在芬兰对她的作品的接受程度不一。在艺术史上的地位她被认为是1880年代的代表人物，而对她后期的作品的重要性慢慢地被接受。逐渐地谢尔夫贝克被视为芬兰艺术史上备受推崇的艺术家之一，且在1990年代在北欧之外也开始对她感兴趣。
谢尔夫贝克在瑞典她生命的最后几年里积极地创作，在这时期创作了最后几幅自画像系列。
从1878年就开始创作的自画像系列展示了一个女人的衰老过程。艺术家的美貌渐渐逝去和衰老，但同时手法越来越强烈。在最后一张自画像里脸庞变得不对称，头部变得像骷髅一样。
在2012年发现了她的一张有重要意义的画作。在私人收藏的一张风景画下面发现了另外一张帆布，上面有一副完成且签署了名字的母子背影的画像。表面上那张画作是1890年画的拉塞博里的风景。这幅画之前没有公开展出过，而是一直在同一家族中收藏，而对底下的那张画作也毫无知情。底下那张名为《母亲和小孩》（芬蘭語：Äiti ja lapsi）的画作有谢尔夫贝克的签名，创作年份大概为1887年。

## 推崇者
在初期谢尔夫贝克的作品很少得到观众的共鸣。然而在1913年画廊商人约斯塔·斯滕曼看到了她的画作的潜质，并付月工资把她聘为画廊画家。这对谢尔夫贝克帮忙不少。
另外一位重要的推崇者是艺术评论家、作家及画家埃伊纳尔·雷乌泰尔，他们是在1915年认识的。雷乌泰尔直至她的生命后期是她的亲密朋友和精神支柱。雷乌泰尔写了不少有关谢尔夫贝克的文章和书籍。谢尔夫贝克给他写了超过1100封信件或明信片。他们经常一起作画和研究外国的艺术杂志和书籍，互相学习和汲取。在1951年雷乌泰尔出版了谢尔夫贝克的生平传记。

## 收藏家
谢尔夫贝克的画作从1930年起非常畅销。收购者当中有辛内和阿内·于伦贝里（瑞典語：Signe & Ane Gyllenberg）及玛丽-洛伊瑟和贡纳尔·迪德里克森（瑞典語：Marie-Louise & Gunnar Didrichsen）。这两对夫妇收藏了不少谢尔夫贝克的作品。来自赫尔辛基的医生夫妇于里约和南尼·考尼斯托（芬蘭語：Yrjö & Nanny Kaunisto）在他们生前收集了包括35幅谢尔夫贝克画作的藏品。在于里约去世后南尼·考尼斯托在2005年根据他们的遗嘱把藏品捐献给芬兰国立画廊。捐献藏品的价值超过一千两百万欧元。

## 画作
《康复者》（芬蘭語：Toipilas）是谢尔夫贝克在1888年创作的油画。它首次是在巴黎沙龙展览上展出。画面上桌子旁边垫有软枕的藤椅上坐着正在康复的小女孩，她手上拿着一根正在发芽的树枝，象征着疾病已被战胜。这幅油画在芬兰非常著名和备受喜爱。在2006年芬兰国家美术馆雅典娜姆艺术博物馆举办的“芬兰国画”投票当中这幅画排名第二。
《舞鞋》（芬蘭語：Tanssiaiskengät，1882年）是倍受欢迎的谢尔夫贝克作品之一。这个题材特受欢迎，以至于谢尔夫贝克就这个主题作了三幅油画并刻制了一个版画，正是这个版画带来了国际声誉。这幅现实主义的油画清楚地显示了在巴黎学画时给她带来的影响，那时候她表达了对爱德华·马奈、埃德加·德加、贝尔特·莫里索和玛丽·卡萨特的景仰。在2008年苏富比伦敦拍卖会上拍卖出3 044 500英镑的价格。
《金发女孩》（英語：Girl with Blonde Hair，1916年）是谢尔夫贝克成熟风格的代表，它基于法国现代主义风格。在2015年苏富比伦敦拍卖会上拍卖出869 000英镑的价格。

## 画廊
- 《雪堆上受伤的战士》，油画，1880年
- 《男子肖像》（Portrait of a Man），油画，1881年
- 《舞鞋》（Dancing Shoes，油画，1882年）
- 《喂小妹妹的男孩》，油画，1883年
- 《女孩画像》，油画，1885年
- 《女孩侧影》，油画，1887年
- 《教会群众》，油画，1900年
- 《传家宝》（The Family Heirloom），油画，1916年
- 《金发女孩》（Girl with Blonde Hair），油画，1916年